# Bătălia de la Nocera

Hartă indicând locația bătăliei de la Nocera.

Bătălia de la Nocera sau Scafati a fost o confruntare militară majoră cu participarea regelui Roger al II-lea al Siciliei și a constituit unul dintre cele două înfrângeri majore ale sale (cealaltă fiind bătălia de la Rignano), în fața contelui Rainulf al II-lea de Alife.

## Contextul
În 1132, contele rebel Rainulf a adunat o puternică forță armată alături de aliatul său, principele Robert al II-lea de Capua din familia Drengot. Răsculații s-au grupat în dreptul orașului Benevento, care, deși credincios față de regele Roger al II-lea, s-a predat imediat. Roger, surprins de acest atac, și-a retras armata întorcându-se pentru a ataca Nocera, cel mai fortificat oraș din Principatul de Capua după Capua însăși. Retragerea peste Munții Apenini a fost surprinzător de rapidă, însă rebelii s-au mișcat cu aceeași viteză, pentru a intercepta armata regală la Nocera. Roger a reușit să distrugă unicul pod de deasupra râului Sarno. Răsculații, cu o rapiditate la fel de miraculoasă, au reușit să construiască un pod temporar și s-au deplasat pentru a preîntâmpina asediul Nocerei.

## Desfășurarea forțelor
Roger a fost nevoit să ridice asediul la sosirea armatei rebele, iar Rainulf de Alife a trimis 250 de cavaleri în dreptul zidurilor orașului, pentru a crea o diversiune, desprinzând o fracțiune din trupele regale. Armata rebelă era formată din două aripi. Robert de Capua se afla la comanda flancului stâng, iar Rainulf conducea aripa dreaptă. Fiecare dintre flancuri era la rândul său separat în câte trei diviziuni. Diviziunea lui Robert era în formație de coloană, cu trupele călare în prima și a treia linie, pe când infanteriștii erau masați în linia a doua. Rainulf și-a grupat toată cavaleria cu diviziunile sale în linie. Regele Roger și-a grupat armata în opt diviziuni. Acestea erau dispuse în dreptul aripii în coloană a lui Robert, anume o diviziune în fața celeilalte. Trupele regale, care includeau infanterie musulmană, se spune că ar fi cuprins 3.000 cavaleriști și 40.000 infanteriști, "cifre care erau desigur exagerate."
Forțând o trecere, armata rebelilor se afla "într-o poziție periculoasă tactic, dat fiind că, având râul în spate, ar fi fost mică posibilitatea unei retrageri în ordine de-a lungul singurului pod peste Sarno."

## Bătălia
În 24 iulie, într-o zi de duminică, Roger a pornit confruntarea, provocându-i pe cavalerii principelui de Capua. Trupele regale au spart primele două linii ale lui Robert. Infanteria capuană s-a retras peste podul proaspăt construit, care s-a prăbușit și se presupune că un număr de 1.000 de cavaleri ai rebelilor s-ar fi înecat. Cea de a treia diviziune capuană s-a menținut însă pe poziții și a trecut la contraatac. În același timp, cea de a doua diviziune a armatei regale fusese trimisă în luptă. Roger a ordonat o a doua șarjă, care inițial s-a desfășurat cu succes, împingând înapoi pe capuanii rămași.
În acel moment, Rainulf a intrat în luptă cu 500 dintre oamenii săi călare din centru. El a lovit flancul stâng al lui Roger, iar trupele regale au început să își piardă din avânt. Înainte ca acestea să primească întăriri, Rainulf își trimisese deja diviziunile sale, mai întâi cea dreaptă, apoi pe cea din stânga. Trupele regale s-au fărâmițat sub "loviturile succesive primite una după alta." Roger însuși a încercat să le însuflețească, însă ele se aflau deja în retragere, fuga primelor două diviziuni creând panică asupra celorlalte. Regele a scăpat cu greu către Salerno, fiind păzit de numai patru cavaleri. Victoria răsculaților era astfel categorică.

## Urmările
700 de cavaleri au fost capturați, ca și 24 de baroni din trupele regale, alături de tabăra regală. Infanteria regală a suferit pierderi grele în deruta creată. Prada a fost imensă, potrivit atât simpatizantului cauzei rebelilor Falco de Benevento, cât și episcopului regalist Henric de Sant'Agata. Printre bunurile capturate se număra și bula antipapei Anacletus al II-lea care îi conferea lui Roger titlul regal. Pe termen lung însă, bătălia a fost de mică importanță, totuși, dat fiind că papa Inocențiu al II-lea și împăratul Lothar al III-lea nu au continuat marșul la sud de Roma, rebelii, lipsiți de sprijin suplimentar, au pierdut mult din ceea ce au câștigat în urma bătăliei de la Nocera, fiind nevoiți să se predea până în iulie 1134.